# Guillaume Voiriot
Guillaume Voiriot (né à Paris le 20 novembre 1713 et mort à Paris le 30 novembre 1799) est un peintre français du XVIIIe siècle.

## Biographie

### Origines et formation
Guillaume Voiriot naît dans une famille d'ancienne origine lorraine (Wœiriot). Son père, Jean Voiriot (1672-1740), était sculpteur des bâtiments du Roi et travaillait notamment pour le château de Marly et la chapelle de Versailles. Sa mère, Françoise Quatrelivres (1682-1744), était la fille de Nicolas Quatrelivres, maître découpeur de la reine, et de Marie Voiriot. Ses parents se marient le 1er février 1712 à la paroisse Saint-Germain-l'Auxerrois de Paris.
Guillaume a deux sœurs : Françoise Catherine Voiriot (1716-1775), qui épouse Nicolas Alexandre de Noireterre en 1747, et Laurence Voiriot (1719), qui épouse Pierre Edmond de Blesson de Lamothe en 1749. Il a également une sœur jumelle, Jeanne Voiriot, née le même jour que Laurence en 1719.
Guillaume Voiriot est mentionné pour la première fois dans les archives de la guilde des peintres de Paris, l'Académie de Saint-Luc, en 1736 comme pastelliste. Il s'initie à la peinture de portraits au pastel avant de se perfectionner dans la peinture à l'huile.

### Séjour en Italie (1746-1749)
En 1746, Guillaume Voiriot se rend sur ses propres deniers en Italie pour poursuivre ses études. Il voyage en compagnie de l'architecte Michel-Barthélemy Hazon (1722-1818), qui devient un ami proche. Ils étudient à l'Académie de France à Rome, visitent Naples, et reviennent par Florence, Bologne et Turin en 1748-1749, atteignant Paris en décembre 1749.
Cette amitié avec Hazon, futur intendant général des Bâtiments du Roi, lui permet d'établir des contacts en Normandie qui lui valent de nombreuses commandes de portraits.

### Carrière académique
De retour en France, Guillaume Voiriot fait d'abord partie de l'Académie de Saint-Luc. En 1757, il obtient une admission préliminaire à l'Académie royale de peinture et de sculpture comme portraitiste.
Le 28 juillet 1759, il est reçu comme membre à part entière de l'Académie royale avec deux morceaux de réception : les portraits des peintres Jean-Baptiste Marie Pierre (conservé au Château de Versailles) et Jean-Marc Nattier (conservé au Musée du Louvre). Le portrait de Pierre montre l'artiste travaillant à l'esquisse de son plafond « l'Apothéose de Psyché » terminé en 1756 pour les appartements de la duchesse d'Orléans au Palais-Royal.
En 1785, il atteint le grade de conseiller de l'Académie royale. À partir de 1770, il devient associé de l'Académie des Arts de Rouen.

### Expositions aux Salons
De 1759 à 1771, il expose avec régularité aux Salons des portraits de ses contemporains. Après 1771, sa participation est moins fréquente. Il se consacre alors à des tâches administratives tout en continuant à peindre parents, scientifiques, hommes de lettres, acteurs et musiciens.
Entre 1759 et 1791, il expose au total sept fois au Salon.

### Mariage et fin de vie
Le 5 janvier 1790, à l'âge de 76 ans, Guillaume Voiriot épouse Marie-Cécile Chagnet (1757-1838) à l'église Saint-Germain l'Auxerrois de Paris.
Il meurt le 30 novembre 1799 à Paris, dans le cul-de-sac Saint-Dominique, à l'âge de 86 ans.

## Œuvre

### Caractéristiques
Portraitiste, d'ancienne origine lorraine (Wœiriot), Guillaume Voiriot se spécialise dans le portrait, à l'huile comme au pastel. Ses portraits se caractérisent par une facture moins maniérée que celle de Nattier et des intérieurs élaborés dans ses grands portraits. Il peint de nombreux musiciens et acteurs.
L'Essai de catalogue dressé par Catherine Voiriot comporte 67 œuvres conservées, 8 œuvres connues par l'estampe, et 37 œuvres mentionnées par les sources.

## Collections publiques
- Versailles, châteaux de Versailles et de Trianon :
  - Portrait de Jean-Baptiste Marie Pierre, peintre (1714-1789), 1759, morceau de réception à l'Académie royale
  - Autoportrait, vers 1749, huile sur toile

- Paris, Musée du Louvre :
  - Portrait de Jean-Marc Nattier, 1759, morceau de réception à l'Académie royale

- Dijon, musée des beaux-arts de Dijon :
  - Portrait de Dom Etienne Galland, v. 1751, huile sur toile, 84 × 71,5 cm[1]
  - Portrait d'homme, v. 1770/1778, huile sur toile, 73 × 60 cm[2]

- Bilbao, musée des Beaux-Arts :
  - Portrait du poète Charles-Pierre Colardeau, 1771, huile sur toile

- New York, Metropolitan Museum of Art :
  - Portrait de Monsieur Aublet, vers 1782, huile sur toile

- Paris, musée des Arts décoratifs :
  - Femme à sa toilette, vers 1760, huile sur toile[3]